# 스플래툰 3: 사이드 오더
《스플래툰 3: 사이드 오더》(Splatoon 3: Side Order)는 닌텐도 기획제작본부가 개발하고 닌텐도가 배급한 확장팩이다. 2022년 닌텐도 스위치 3인칭 슈팅 게임 《스플래툰 3》의 "익스팬션 패츠" 다운로드 가능 컨텐츠로 2024년 2월 22일 발매됐다.
플레이어가 8호를 조종해 방문할 때마다 구조가 바뀌는 질서의 탑을 돌파하는 것이 목표이다.

## 개발 및 출시
2023년 2월 8일자 닌텐도 다이렉트에서 《스플래툰》의 오더폴리스 시티를 추가하는 제1탄과 함께 새로운 모드를 추가하는 "사이드 오더"가 제2탄으로서 공개됐다.

## 반응
《사이드 오더》는 리뷰 애그리게이터 웹사이트 메타크리틱에서 "대체적으로 긍정적인 평가"를 받았다.